# Aulus Semproni Atratí el jove
Aulus Semproni Atratí el jove (llatí: Aulus Sempronius Atratinus junior), fill del cònsol Aulus Semproni Atratí, va ser un magistrat romà. Formava part de la gens Semprònia, una antiga gens romana d'origen patrici i plebeu.
Va ser tribú consular l'any 444 aC, el primer que va exercir el càrrec, que s'havia instituït aquell any. A causa d'un error en els auspicis va haver de renunciar junt amb el seu col·lega, i es van nomenar dos cònsols, un dels quals Lluci Semproni Atratí.